# Matoury
Matoury một commune của vùng hành chính hải ngoại Guyane thuộc Pháp của nước Pháp.